# Team長崎シー・クリーン
team長崎シー・クリーン（チームながさきシー・クリーン）は、長崎県長崎市野母崎半島を拠点に、海洋ごみの削減および地域の環境保全・啓発活動を行う日本の環境ボランティア団体（任意団体）である。2021年4月に設立され、海岸清掃や環境教育、海洋生物多様性の保全、地域資源を活用した地域振興活動などを通じて、持続可能な社会の実現を目標としている。

## 概要
野母崎半島は、世界文化遺産に登録された端島や「日本の渚百選」に選定された高浜海水浴場など、風光明媚な景観と観光資源に恵まれている。
一方で、地理的条件により漂着ごみが多く、観光客の増加に伴うマナー問題や、気候変動による海藻減少など、海洋環境に深刻な影響が出ている。こうした課題に対応するため、地域住民や学生、漁業関係者、行政関係者らが連携し、本団体が発足した。

## 活動内容
団体は以下の活動を行っている。
- 海岸・河川・港湾・道路周辺の清掃活動
- 小・中学生、高校生、一般向けの環境教育やワークショップ
- 海洋生物多様性の保護・調査研究
- 軍艦島周辺を活用した環境学習・地域資源の活用
- 地域イベントでの啓発活動や情報発信（SNS、メディア掲載など）

### 組織
メンバーは、地域住民、小中高生、教員、主婦、漁業従事者、行政職員など多岐にわたる。代表は「デミー博士」こと出水享。

### 受賞歴
2023年3月：第28回コカ・コーラ環境教育賞 最優秀賞

### 登録・認定
- 長崎県SDGs登録事業者[2]

- 長崎県県民ボランティア活動支援センター登録団体[3]

- 長崎市市民活動センター登録団体[4]

## 主な活動事例

### 地域住民とのビーチクリーン[5]
- 地域住民と協力し、海岸や道路、港などで定期的な清掃活動を実施。打ち寄せられたペットボトルや漁具、生活ごみなどを回収しながら、自然環境を守る大切さを広く共有している。活動後には、ごみの分別や生態系への影響についての環境学習も行い、地域ぐるみで環境意識の向上に取り組んでいる。

### 九州高校生SDGsサミットの開催[6]
- 九州各地の高校生が野母崎に集まり、海洋ごみ問題や持続可能な社会について意見交換を行う「九州高校生SDGsサミット」を主催。ワークショップやプレゼンテーションを通じて、若者たちの主体的な学びと交流を促し、次世代のリーダー育成にも貢献している。

### ゴミアートの制作と展示[7]
- 清掃活動で回収した漂着ごみを使って、子どもたちとともにアート作品を制作。創造的な活動を通じて、ごみに対する新たな視点や、リサイクルの可能性を学ぶ機会となっている。完成した作品は地域イベントや学校に展示され、環境問題を来場者に楽しく伝える手段となっている。

### 廃棄ウニ×廃棄野菜の養殖プロジェクト[8]
- 身入りが悪く廃棄されるムラサキウニに、ブロッコリーなどの廃棄野菜を餌として与える持続可能な養殖プロジェクトを展開。地域で発生する未利用資源を有効活用することで、食品ロス削減と海洋生態系の保全を両立させる、新たな資源循環モデルの構築に挑戦している。

### 環境グッズの制作と販売[9]
- 団体の理念やメッセージを広く発信するため、オリジナルデザインのTシャツを制作。海洋ごみ問題や地域の自然をモチーフとしたデザインを採用し、環境意識の啓発につなげている。イベント会場やオンラインで販売され、活動資金の一部としても活用されている。